# ショカツの女 新宿西署 刑事課強行犯係
『ショカツの女 新宿西署 刑事課強行犯係』（ショカツのおんな しんじゅくにししょ けいじかきょうこうはんがかり）は、2007年から2017年までテレビ朝日系で放送された刑事ドラマシリーズ。制作はABCと大映テレビ。全13回。主演は片平なぎさ。
放送枠は「土曜ワイド劇場」（第1作 - 第11作）、「土曜プライム・土曜ワイド劇場」（第12作・第13作）。

## 登場人物

### 警視庁新宿西警察署
「警視庁新宿西警察署」は、同じテレビ朝日系にて同じく『土曜ワイド劇場』枠時代から放送され、現在も続いている『終着駅』シリーズの主人公である牛尾正直刑事が所属する所轄署と同じ名称であるが、別の世界観の物語であり、繋がりは無い。

#### 刑事課強行犯係
水沢礼子
演 - 片平なぎさ
刑事課強行犯三係 水沢班 班長（係長格）。階級は巡査部長（第1作） → 警部補。通称：キャップ。
常に「正義を探せ」という考え方で捜査を展開する。警察を組織として重んじる上層部に反発する事が多く、捜査時には管理官や上の人間から反感を買っている。刑事としては優秀であり、作中では警視庁への異動を検討された事もあるが、前述の警察組織や上層部のやり方に反する行動が多いため、最後は必ずといって言いほど「警視庁には不向き」と判断されて異動を取り消される事が多々ある。新宿の十二社（じゅうにそう）で娘・義母と暮らしている。
大神瑞希
演 - 佐藤仁美
刑事課強行犯三係 水沢班の刑事。服装が派手。通称：瑞希。
男勝りで勝気な性格（礼子曰く「当分結婚はなさそう」らしい）。パソコン関係に強い。
礼子のような刑事になることが目標。
青野信吾
演 - 山崎裕太
刑事課強行犯三係 水沢班の刑事。通称：青野。
仕事の合間には昇進試験の勉強をしているが、まったく合格する気配はない。
柳井一郎
演 - 岡本信人
刑事課強行犯三係 水沢班の刑事。通称：ヤナさん。
最近は老眼鏡が手放せない。強行犯係のムードメーカー的存在で、礼子不在時のまとめ役。
健康のために欠かさず黒酢を飲んでいる。
パソコンには疎い。
畠山義信
演 - 石丸謙二郎
刑事課長。通称：課長。
日々礼子には強行犯係の仕事に集中するように注意するも「本庁」をキーワードとする大手柄となると態度が一変する。上には腰が低いが、下には厳しい。
捜査も蚊帳の外に置かれているような存在だが、大事な場面では礼子たちを守る強さを持っている。
萩尾康弘
演 - 南原清隆（ウッチャンナンチャン）
刑事課強行犯三係 水沢班 副班長（主任格）。階級は巡査部長。通称：萩尾くん。
昇進よりも手柄というタイプ。当直の日以外でも署に泊まるほどの仕事人間。その上服装にも無頓着で、洗濯もあまりしないらしい。
礼子の亡き夫とは交番時代の同僚で先輩警官だったため、礼子の結婚当時も知っている（亡き夫と非番を交代したことで殉職してしまって以降、ずっと引きずっている）。そのため、礼子の命令には絶対に従っている。
第1作では終盤で犯人に刺されて負傷している。

#### 鑑識課
榎木
演 - タケ・ウケタ（第1作 - 第3作）
鑑識課員。
加藤
演 - 林和義（第10作 - 第13作）
鑑識課員。

### 警視庁捜査一課
水原一樹
演 - 伊達直斗（第1作・第2作）
刑事。階級は警部補。
松田
演 - 大野泰広（第4作 - 第12作）
刑事。青野信吾の同期。

### 水沢家
水沢比呂
演 - 上野一舞（第1作 - 第3作）、山田海遊（第4作 - 第7作）、茂内麻結（第8作）、佐々木圭音（第9作 - ）（幼少期：苑美〈第13作〉）
礼子の娘。
第5作では誘拐事件に巻き込まれてしまう。
水沢たかし
演 - 西脇礼門（第1作 - 第7作）
礼子の夫で比呂の父。元交番警官。パトロール中に犯人から人質の子供を救うために刺され殉職。
水沢公子
演 - 冨士眞奈美
礼子の義母。水沢家の家事を任されるも、あまり得意ではない。礼子とよくケンカをしているも、彼女の無事を祈る一面もある。
明清女子中学校の卒業生（第3作）。第5作では誘拐事件に巻き込まれてしまう。

### ゲスト
第1作「殺意を招く一万円札！犯人は現職警察官!? 五億円強奪殺人事件 鉄壁のアリバイを逆転せよ！」（2007年）
- 篠崎貞雄（警視庁新宿西警察署盗犯係 警部補・水沢礼子の仲人） - 河原さぶ
- 市川美加（篠崎と芳江の娘） - 吉村涼
- 黒井忠志（コンドル貿易 社長・元警視庁中目黒警察署 警察官） - 森下哲夫
- 田代啓介（17年前の現金輸送車の警備員） - 伏見哲夫
- 植草（警視庁捜査一課 警部） - 江上真吾
- 相沢重光（アイザワ防犯 社長・17年前の現金輸送車の警備員） - 山口河童
- 警視庁捜査一課 刑事 - 大野正敏
- 皆川裕規（警視庁捜査一課 管理官） - 中野英雄
- 篠崎芳江（篠崎の妻） - 根岸季衣
- 関谷衛（由紀の夫） - 平久保雅史
- 警視庁新宿西警察署盗犯係 刑事 - 平野貴大
- 田代（田代の息子） - 加瀬尊朗
- 山根（山根整体治療院 院長） - 深見亮介
- 生田光江（アイザワ防犯経理部 社員） - 室谷真由美
- ひったくりされる老婆 - 森康子
- 川窪（川窪万年筆店 店主） - 牧口元美
- 連続ひったくり犯 - 保科光志
- 相沢（相沢の妻） - 松田真知子
- 警視庁捜査一課 刑事 - 舩阪裕貴
- 田代（田代の息子の妻） - 百瀬亜紀
- 関谷由紀（17年前の「5億円強奪事件」の犯人に射殺された妊婦） - 久米田彩
- 岡けんじ、吉本信也、日和佐裕子、熊谷瑠衣

第2作「緊急指令！逃亡した刑事と容疑者を追え!! 99%の殺人と危険な約束？ワーキングプアの悲しき連続殺人」（2008年）
- 三宅仁（三宅パートナーサービス 社長） - 吉村明宏
- 土屋麻友（沢木と葛西の幼馴染） - 金田美香（幼少期：前田安友菜）
- 小沢（刑事） - 四方堂亘
- 折原美千代（折原の妻） - 棟里佳
- 折原良造（廃棄物処理会社社長） - 矢嶋俊作
- 田川利樹（現場監督） - 杉林功
- 沢木雄介（三宅パートナーサービス 派遣社員・6年前の葛西の共犯者） - 竹財輝之助（幼少期：持丸諒輔）
- 葛西俊彦（三宅パートナーサービス 派遣社員・6年前に萩尾康弘に金庫破りで逮捕された青年） - 西興一朗（幼少期：高安遼太）
- 作業員 - デブ・マハルジャン
- 須藤俊一（警視庁捜査一課 管理官） - 佐戸井けん太
- 土屋美穂子、中村建彦、前田倫良、島方隆夫、佐藤博秋、浜田大介、池田宣夫

第3作「目撃者は、認知症の妻！闇に消えた殺人犯と隠蔽された驚愕の真実!! 熟年夫婦の愛が溺死トリックを暴く！」（2009年）
- 塩谷祐二（老人福祉施設「つないだ手」介護ヘルパー） - 斉藤陽一郎
- 小渕（警視庁捜査一課 管理官） - 大高洋夫
- 神田（警視庁捜査一課 刑事） - 佐野圭亮
- 小室俊也（強盗傷害前科者） - 梅宮哲
- 古木忠文（代議士の息子・無職） - 高杉勇次
- 加山（絹江の隣人） - 江藤漢斉
- 交通課女性警察官 - 鈴木美恵
- 関口実（窃盗前科者） - 古澤蓮
- 安西隆夫（ひったくり犯） - 川本貴則
- 林（坊主のひったくり犯） - 川内崇
- ひったくりされる老女 - 恩田恵美子
- 矢島兵吉（千代の夫） - 長門裕之
- 郵便局員 - 小嶋尚樹
- 塩谷絹江（塩谷の祖母・1年前溺死） - 星野晶子
- 振り込め詐欺の被害者 - つじじんめい
- 蕎麦屋 - 平尾仁
- 谷原茜（キャバクラ嬢・古木の同棲相手） - 岩村幸子
- 交通課女性警察官 - 新山博子
- 矢島千代（認知症・明清女子中学校 卒業生・水沢公子の同級生） - 草村礼子

第4作「爆弾魔の人質になった刑事！タイムリミットは48時間!? 愛妻の死の真実を隠蔽した警察権力への命懸けの抵抗!!」（2010年）
- 赤川（警視庁捜査一課 管理官） - 小沢和義
- 内田美咲（西大久保総合病院 看護師・内田と昌枝の娘） - 村井美樹（幼少期：大村らら）
- 武井静夫（武井工業 社長） - 三波豊和
- 津村（西大久保総合病院 医師・美咲の婚約者） - 市瀬秀和
- 本間博之（グローランド不動産 警備部長） - 木村栄
- グローランド不動産 秘書 - 蜂谷眞未
- 武井伸子（武井の妻） - 酒井麻吏
- ホームレス - 藏内秀樹
- 交番巡査 - 大塩ゴウ
- 内田昭男（ホームレス・傷害事件前科者） - 泉谷しげる
- 内田昌枝（内田の妻・6年前にビルから飛び降り死亡） - 松井紀美江
- ノム（ホームレス・柳井一郎の知り合い） - 三又又三
- 藤堂浩一（グローランド不動産 専務） - ガダルカナル・タカ

第5作「母娘を誘拐された女刑事！容疑者は警察官か!? 殺人現場に残された謎の血文字とは？誘拐に秘められた驚愕の真実を暴け!!」（2011年）
- 岡野守（警視庁新宿西警察署 警察官） - 榊英雄（少年期：上原光）
- 来栖絵里（水沢比呂と水沢公子を誘拐した女） - 井村空美（幼少期：相原綺羅）
- 小松則行（警視庁捜査一課 刑事・大神瑞希の警察学校の同期） - 猪狩賢二
- 黒田麻美（城北学院大学 卒業生・衣料品店店員） - 笹峯愛
- 細川詩織（城北学院大学 元学生・故人） - 斎藤ナツ子（少女期：重本愛瑠）
- 道矢哲夫（明陽建設営業3課 社員） - 加瀬尊朗
- 棚井治（元飲食店勤務・ハンドルネーム「キュー」） - 白井圭太
- 根岸俊彦（警視庁捜査一課 管理官） - 相島一之
- 戸倉義之（警視庁新宿西警察署 署長） - 河相我聞
- 勅使河原健三郎（冒頭の銀行強盗・ハンドルネーム「アトス」） - 並木幹雄
- フクヤ金物屋 店員 - 竹本純平
- ふたば児童学園 園長 - 亀山助清
- ニュースキャスター - 長谷川ほまれ
- 明陽建設 課長 - 野本光一郎
- 城北学院大学学生課 職員 - 佐野美幸
- 川村美樹（明陽建設 社員） - 立川怜奈
- 刑事 - 平川真司
- 記者 - 岩永智
- 細川さつき（しおりの養母） - 東てる美
- 古賀正男、諌山幸治、遠藤史樹、塚本康博

第6作「殺人を的中させる占い師！タロットカードの真意と自殺トリックの謎!? 美人妻の悲しき過去と完全犯罪!!」（2011年）
- 佐々木厚志（警視庁新宿西警察署 署長） - 金山一彦
- 長谷川有紀（七海の親友） - 伊佐美紀
- 山崎（捜査一課 警部） - 樋口浩二
- 杉原（警視庁北品川警察署 班長） - 青山勝
- 江藤里奈（大輔と七海の娘） - 江畠蓮
- 時子 - 増子倭文江
- 江藤大輔（イベント会社社長） - 外能久
- 江藤七海（江藤の妻） - 酒井美紀（高校生：藤沢玲花）
- 日野弓江（占い師） - 藤真利子
- 速水裕子、諫山幸治、花秋奈津、青春ダーツ、天本咲、市原恵、八子遥菜、長谷川凛

第7作「記憶喪失の美少女は殺人犯を見た!? 詐欺師が愛した女の運命と2億のダイヤが語る完全犯罪！」（2013年）
- 北川美保（あさくら宝飾 社員・加奈子の同期） - 大路恵美
- 朝倉伸明（あさくら宝飾 社長） - 湯江健幸
- 遠野梓（あさくら宝飾 社員） - 木口亜矢
- 神田加奈子（あさくら宝飾営業課 社員） - 中野若葉
- 神田沙織（加奈子の娘・新一の実娘） - 石井萌々果
- 警視庁新宿西警察署 鑑識課員 - 市山貴章
- 医師 - 石川雅宗
- 事務員 - 渥美麗
- 武藤新一（前科者・沙織の実父） - 柳沢慎吾
- 警官 - 坂功樹
- 宝石鑑定士 - 山上賢治
- 西島亜佐美（警視庁管理官・萩尾康弘の警視庁品川北警察署時代の同僚） - 筒井真理子

第8作「美人妻が元夫を殺害!? 自首までの空白の3時間！母の執念VS刑事の執念 究極の愛が涙で語った驚愕の真実」（2013年）
- 竹元裕二（明陽出版 社員・麻衣子の夫） - デビット伊東
- 矢島明（警視庁捜査二課 警部補・畠山義信の後輩） - モロ師岡
- 瀬川健吾（ピアニスト・雪絵の息子・麻衣子の実の息子） - 竹内寿（幼少期：岡田佳大）
- 高野秀一（警視庁新宿西警察署 署長） - 金山一彦
- 中村国明（フリーライター・麻衣子の元夫） - 柳憂怜
- 高倉宗介（IT企業「ライジング・アーク」社長） - 嶋尾康史
- 裁判長 - 伏見哲夫
- 交番巡査 - 掛田誠
- 柴田（明陽出版 警備員・柳井一郎の警察学校の同期） - 竹本純平
- 瀬川雪絵の母 - 芦沢孝子
- アパート「松の木壮」大家 - 池田道枝
- 山岡（弁護士） - 樋渡真司
- スナックのママ - 酒井麻吏
- 泉田出版 編集者 - 中谷竜
- 竹元麻衣子（主婦・健吾の実母） - とよた真帆
- 岩村（検事） - 青島健介
- 竹元恵美（麻衣子の娘・健吾の実妹） - 新井みゆり
- 石田（検視官） - 福田裕也
- 村井創一郎（タクシードライバー） - 山上賢治
- 高倉の秘書 - 吉井宇希
- チンピラ - 後藤健
- 警視庁新宿西警察署 署員 - 水木桜子
- ケンカ沙汰の若者 - 古賀正男
- 少年B - 望月ムサシ
- 瀬川雪絵（カフェ「MAC's CARROT」店主・健吾の母） - 松本明子

第9作「政治家の妻と私設秘書の夫！おしどり夫婦が脅された怪文書の謎!! 15年前の爆弾とは？究極の夫婦愛に秘められた驚愕の真実!!」（2014年）
- 岩渕綾子（次期都知事候補・元参議院議員） - 秋本奈緒美
- 岩渕孝明（日新党 幹事長・綾子の夫） - 五代高之
- 藤原幸雄（雑誌ライター・慶子の兄） - 松本実
- 林（警視庁管理官） - 佐野圭亮
- 藤原慶子（毎朝新聞政治部 記者・青野信吾の知り合い） - 早瀬英里奈
- 前山（15年前の草間公造ひき逃げ事件の担当刑事） - 丸岡奨詞
- 草間公造（美和子の父・元神奈川県議会議員・15年前死亡） - 小林功
- 大谷（岩渕綾子後援会事務所のスタッフ） - 中脇樹人
- 置き引き - 深見亮介
- 黒田尚（闇の便利屋・元ボクシング選手） - 武智健二
- 毎朝新聞政治部 記者 - 斎藤ナツ子
- 藤原幸雄のライター仲間 - 加瀬信行
- 神奈川県小田原市新浜町の藤原兄妹の知り合い - かんのひとみ
- 草間美和子（次期都知事候補） - 床嶋佳子
- 草間和弘（草間美和子事務所の私設秘書・美和子の後夫） - 勝村政信
- TV記者 - 髙浦修
- 捜査員 - 三倉翔
- カフェ店員 - 吉井宇希
- 警視庁新宿西警察署 鑑識官 - 日中泰景
- ケーキ屋 - 田村義晃
- 岩渕綾子の秘書 - 堀田理紗
- 坂本正志（岩渕綾子の第一秘書） - 新井康弘

第10作「出所した強盗犯殺害!! 闇に消えた1億円の謎！刑事を人質に籠城!! 犯人の要求とは!?」（2015年）
- 河合洋介（パン工房「ラ・ルミエール」店員） - 長谷川純（幼少期：山田日向）
- 遠藤明（遠藤不動産 社長・倉田の幼馴染） - 和田聰宏
- 倉田裕司（15年前の1億円強奪及びひき逃げ事件の犯人で3週間前に刑期を終え出所） - 山中聡
- 木本（SIT狙撃班長） - 聡太郎
- 松本信明（15年前の強盗被害者・会社社長） - 松永英晃
- 松本（松本の妻・15年前の強盗被害者） - 三谷侑未
- リボン急便社員 - 鎌田将司
- 「来来軒」の出前 - 勢登健雄
- 高柳信一（警視庁管理官・15年前 倉田に手錠を掛けた刑事） - 植草克秀
- 寺西香澄（遠藤明の元妻） - 岩橋道子
- 清水（警視庁刑事・萩尾康弘の同期） - 大西武志
- 河合（洋介の母・15年前 ひき逃げにあい死亡） - 福月里代
- 植村健太の隣人 - 村野友美
- 桜田真理（冒頭の万引き逮捕者） - 和泉佑三子
- 立見修治（15年前の1億円強奪及びひき逃げ事件の担当刑事で5年前に退職） - 本田博太郎
- 植村健太（白骨死体の男・15年前失踪） - 藤原シンユウ
- レインボーネット通販のテレコミュニケーター - 中川朋美
- 強盗殺人犯 - 原田志
- ホステス - 歩日
- 強盗殺人犯に父親を殺害された少女 - 新井美羽
- 萩尾康弘の友達の少年 - 石井凛太朗、酒井亮和
- 関根夕子（パン工房「ラ・ルミエール」店主） - 高橋かおり

第11作「殺人犯は元少年A？24年間背負ってきた世間の目！防犯カメラが捕らえた3人の容疑者!! 少年A…リケジョ…元社長…秘められた驚愕の真実とは？」（2015年）
- 藤島功（竹中クリーンワークス 従業員・元少年A） - 金子昇（幼少期：平林智志 / 中学生：鷲田詩音）
- 堂本真理（功の同棲相手） - 東風万智子
- 立花宗助（誠の父） - 松澤一之
- 生田美登里（東洋新聞 番記者） - 黒坂真美
- 鈴村（警視庁管理官） - 飯田基祐
- 飯塚源太郎（生物学者・秋穂の夫） - 小須田康人
- 不動産業者 - ぶっちゃあ
- 江端不動産倒産で連鎖倒産した会社社長 - 今立進
- 飯塚秋穂（一般社団法人「理科総合研究所」研究員） - 雛形あきこ
- 赤木崇典（ドットコムコンサルティング 社長・暴行と傷害の前科者） - 城咲仁
- 竹中（竹中クリーンワークス 社長） - 浅見小四郎
- 野沢明美（野沢ビューティクリニック 社長・赤木の知人） - 鹿沼絵里
- 江端利男（江端不動産 元社長） - 梶原善
- 藤島量子（清掃員・功の母） - 根岸季衣
- 常世（リポーター） - 常世晶子
- 藤島功の隣人 - はなきゆり
- サラリーマン - 松島圭二郎
- 警官 - 大平健斗
- 立花誠（功の同級生で24年前に功に刺殺される） - 岡亮
- 野沢ビューティクリニック 社長秘書 - 大内彩加
- 江端理沙（江端の娘） - 土屋希乃

第12作「連続通り魔から届いた犯行声明！被害者は正体不明の謎の美女…!? イラストに残された幽霊少女と身元不明の白骨に隠された驚愕の真実とは!?」（2016年）
- アキラ（振り込め詐欺の指名手配犯・本名「塩田明彦」） - 渡辺大（幼少期：樋口海斗）
- 速水勇作（警視庁管理官） - 井田國彦
- 三上信也（「ミカミ・アートワークス」社長） - 水上剣星
- ユキ（カフェ「ホワイトフォレスト」店員・アキラの元恋人） - 中村映里子
- 井田千恵子（「新宿連続通り魔事件」第3被害者） - 潮美華
- 沢田（千葉県警 刑事） - 青山勝
- 仲根早織（「ミカミ・アートワークス」アルバイト） - 森レイ子
- 片岡（リサイクルハッピー 店長） - 佐渡稔
- 千葉房総新聞 記者 - 西沢仁太
- 金城真紀子（金城の妻・白骨遺体で発見） - 城山美佳子
- 若林加奈 - 田山由起
- 藤代美鈴（「ミカミ・アートワークス」イラストレーター・本名「塩田希美」） - 平山あや（幼少期：渡来るひか）
- 服部（警察官） - 石川裕太
- チンピラ - 浜田大介、保科光志
- 金城夫婦の近所 - ふくまつみ
- 警視庁新宿西警察署 署員 - 高橋政裕
- 借金取り立て屋 - 増山祥太
- 警察官 - 木村勇太
- 救急病院受付 - 佐藤礼菜
- 金城哲夫（千葉房総新聞 記者） - 春田純一

第13作「襲われた正義の弁護士!? 浮かび上がった3人の容疑者!! 復讐に走る刑事と少年…その謎と心の闇を暴け!!」（2017年）
- 黒岩宏（美奈の父） - 堀部圭亮
- 高宮恵子（明文の母・シングルマザー） - 中島ひろ子
- 真鍋信悟（真鍋法律事務所の弁護士） - 吉見幸洋
- 舟木（警視庁管理官） - 長谷川公彦
- 真鍋尚子（真鍋の妻） - 田中里衣
- 篠崎秋江（篠崎心療内科クリニック 医師・悠介のカウンセラー） - 中村綾
- 35年前の強盗殺人事件の担当刑事・畠山義信の先輩 - 国枝量平
- 三村公紀（検事） - 福田裕也
- 真鍋悠介（真鍋と尚子の息子） - 中野魁星
- 高宮明文（悠介の同級生・伸二の命令で悠介を押えつけるが振り払われ打ち所が悪く左目を失明） - 斉藤碧大
- 野田丈一（警視庁捜査一課 刑事） - 西村和彦（幼少期：山田日向）
- 相馬和夫（高池産業 従業員・35年前の強盗殺人犯で5年前に仮釈放） - 永島敏行
- 米山（高池産業 従業員） - 山崎健二
- 寺田力也（通り魔殺人の容疑者） - 横浜進一
- 黒岩美奈（通り魔殺人の被害者） - 新井優歌
- 野田（野田の父・35年前の強盗殺人の被害者） - 大佐藤崇
- 野田（野田の母・35年前の強盗殺人の被害者） - 平山さとみ
- 伸二（悠介の同級生・悠介の財布を取りからかう） - 歩輝
- 救急隊員 - 田中雄策
- キャッチの男 - 池田和樹

## スタッフ
- 脚本 - 安井国穂（第1作 - 第4作）、西澤悟（第3作にて共同）、谷口純一郎（第5作 - ）
- 音楽 - 依田謙一（第2作 - ）
- 監督 - 児玉宜久（第3作では「児玉ヨシヒサ」名義）
- 撮影 - 飯沼栄治（第1作・第3作・第5作・第6作）
- 照明 - 吉村光巧（第1作・第3作）、山口賢二（第6作）
- 美術 - 岩本一成（第3作・第5作 - ）
- 録音 - 山田均（第1作）、郡弘道（第3作）、大塚学（第6作）
- VE - 中塚政明（第1作・第3作）、市原敬司（第6作）
- 編集 - 白水孝幸（第1作・第3作・第6作）
- 音楽協力 - テレビ朝日ミュージック
- 技術協力 - ビデオフォーカス
- 美術協力 - フジアール、山崎美術
- 衣裳協力 - 東京衣裳
- 編集協力 - バウムレーベン
- 特機 - グリフィス
- カースタント - ウェルムーブ、タカハシレーシング
- 技斗 - 深作覚
- ガンエフェクト - BIGSHOT（第5作）
- 撮影協力
  - 第1作 - 古賀オール、会田興業、JFE都市開発、東急ハンズ町田店、東京都下水道局浅川水再生センター、あつぎフィルム・コミッション協議会
  - 第3作 - オフィスコイト、全国労働者共済生活協同組合連合会、立川競輪場、府中の森公園、味の素スタジアム、大分県ロケーションオフィス
- プロデューサー
  - ABC - 深沢義啓、津川英子（第1作）
  - 大映テレビ - 渡辺良介
- 制作 - ABC、大映テレビ

## 放送日程
- 第3作は21時30分から23時21分までの放送。
- 第6作は21時45分から23時36分までの放送。

| 話数 | 放送日         | サブタイトル | 脚本            | 監督     | 視聴率 |
| ---- | -------------- | --- | --------------- | -------- | ------ |
| 1    | 2007年11月10日 | 殺意を招く一万円札！犯人は現職警察官!? 五億円強奪殺人事件 鉄壁のアリバイを逆転せよ！                                             | 安井国穂        | 児玉宜久 | 16.5%  |
| 2    | 2008年05月17日 | 緊急指令！逃亡した刑事と容疑者を追え!! 99%の殺人と危険な約束？ワーキングプアの悲しき連続殺人                                     | 安井国穂        | 児玉宜久 | 11.7%  |
| 3    | 2009年04月18日 | 目撃者は、認知症の妻！闇に消えた殺人犯と隠蔽された驚愕の真実!! 熟年夫婦の愛が溺死トリックを暴く！                                | 安井国穂 西澤悟 | 児玉宜久 | 14.2%  |
| 4    | 2010年04月17日 | 爆弾魔の人質になった刑事！タイムリミットは48時間!? 愛妻の死の真実を隠蔽した警察権力への命懸けの抵抗!!                            | 安井国穂        | 児玉宜久 | 13.0%  |
| 5    | 2011年01月15日 | 母娘を誘拐された女刑事！容疑者は警察官か!? 殺人現場に残された謎の血文字とは？誘拐に秘められた驚愕の真実を暴け!!                  | 谷口純一郎      | 児玉宜久 | 14.6%  |
| 6    | 11月19日       | 殺人を的中させる占い師！タロットカードの真意と自殺トリックの謎!? 美人妻の悲しき過去と完全犯罪!!                                  | 谷口純一郎      | 児玉宜久 | 13.9%  |
| 7    | 2013年02月16日 | 記憶喪失の美少女は殺人犯を見た!? 詐欺師が愛した女の運命と2億のダイヤが語る完全犯罪！                                             | 谷口純一郎      | 児玉宜久 | 15.9%  |
| 8    | 12月14日       | 美人妻が元夫を殺害!? 自首までの空白の3時間！ 母の執念VS刑事の執念 究極の愛が涙で語った驚愕の真実                                 | 谷口純一郎      | 児玉宜久 | 15.0%  |
| 9    | 2014年09月27日 | 政治家の妻と私設秘書の夫！おしどり夫婦が脅された怪文書の謎!! 15年前の爆弾とは？究極の夫婦愛に秘められた驚愕の真実!!              | 谷口純一郎      | 児玉宜久 | 12.0%  |
| 10   | 2015年05月16日 | 出所した強盗犯殺害!! 闇に消えた1億円の謎！ 刑事を人質に籠城!! 犯人の要求とは!?                                                   | 谷口純一郎      | 児玉宜久 | 11.8%  |
| 11   | 11月21日       | 殺人犯は元少年A？24年間背負ってきた世間の目！ 防犯カメラが捕らえた3人の容疑者!! 少年A…リケジョ…元社長…秘められた驚愕の真実とは？ | 谷口純一郎      | 児玉宜久 | 12.1%  |
| 12   | 2016年07月09日 | 連続通り魔から届いた犯行声明！被害者は正体不明の謎の美女…!? イラストに残された幽霊少女と身元不明の白骨に隠された驚愕の真実とは!? | 谷口純一郎      | 児玉宜久 | 10.6%  |
| 13   | 2017年02月18日 | 襲われた正義の弁護士!? 浮かび上がった3人の容疑者!! 復讐に走る刑事と少年…その謎と心の闇を暴け!!                                   | 谷口純一郎      | 児玉宜久 | 10.2%  |

- 視聴率はビデオリサーチ調べ、関東地区・世帯・リアルタイム。